# Daniel Mille

Daniel Mille, né en 1958 à Grenoble, est un accordéoniste, compositeur et interprète français.
Il commence l'accordéon à l'âge de onze ans et accompagne durant sa carrière différents artistes (Barbara, Jacques Higelin, Gérard Ansaloni, Salif Keita, Claude Nougaro, Maxime le Forestier, Maurane, Christophe…). Il compose aussi pour le théâtre et le cinéma.
Il est l’auteur de sept albums parus chez Saravah, Universal et Sony. Il enregistre également quatre albums avec Jean-Louis Trintignant.

## Biographie
Daniel Mille est né en octobre 1958, d'une mère danseuse et d'un père batteur. Il passe une partie de son enfance sur les routes dans la caravane familiale. Il débute l'accordéon à l'âge de onze ans pour l'abandonner deux ans plus tard.

C'est à la suite d'une rencontre avec Richard Galliano lors d'un concert de Claude Nougaro qu'il se remet à la recherche des possibilités de son piano à bretelles. Jouant dans le métro parisien à partir de 1985, il retrouve Richard Galliano qui lui propose de l'accompagner sur un spectacle de Barbara. 

« J'étais derrière le rideau, mais la sensation de la scène, la tension du public et la présence de Barbara m'ont pénétré jusqu'aux os… C'est là, immédiatement que j'ai su que je ferai plus machine arrière. Plus d'aller-retour. »

En 1993, il est filmé par Pierre Barouh dans les rues de Tulle lors d'un festival. De retour à Paris, Pierre Barouh se renseigne auprès de Richard Galliano pour contacter Daniel Mille et lui proposer l'édition d'un disque.
En 1995, il reçoit le Djangodor du meilleur espoir, puis onze ans plus tard, le prix Gus-Viseur et la Victoire de la musique en catégorie jazz instrumental.
En novembre 2014, il sort l'album Cierra tus ojos en hommage à Astor Piazzolla chez Sony Music Entertainment Sony Masterworks. Il sollicite Samuel Strouk pour les arrangements et la direction musicale. En 2014 toujours, il signe la direction musicale et l'accordéon du disque Barbara-Fairouz de Dorsaf Hamdani.

## Discographie
- 1993 : Sur les quais
- 1995 : Les Heures tranquilles
- 1999 : Le Funambule
- 2001 : Entre chien et loup
- 2003 : La Valse des adieux avec Jean-Louis Trintignant
- 2004 : Poèmes à Lou, Alcools avec Jean-Louis Trintignant
- 2005 : Après la pluie...
- 2009 : L'Attente
- 2014 : Cierra tus ojos,  Samuel Strouk, Astor Piazzolla – Sony Music Entertainment- Sony Masterworks

## Prix reçus
- Djangodor en 1993.
- Victoires du jazz dans a catégorie Meilleur artiste instrumental de l'année.
- Prix Gus-Viseur 2006.
- Coup de cœur de l'Académie Charles-Cros 2006 pour ses deux albums en collaboration avec Jean-Louis Trintignant.